# Jim López
Alejandro Galán, mais conhecido como Jim López ou Jim Lopes (Buenos Aires, 6 de julho de 1912 – São Paulo, 20 de abril de 1979), foi um treinador de futebol argentino, que dirigiu equipes do Brasil, Argentina e Portugal. Pela seleção argentina, conquistou a Copa Dittborn, em 1962.

## Títulos
Palmeiras
- Campeonato Paulista: 1950
- Taça Cidade de São Paulo: 1950

Portuguesa
- Torneio Rio-São Paulo: 1952

São Paulo
- Campeonato Paulista: 1953

Seleção Argentina
- Copa Carlos Dittborn Pinto: 1962

Los Andes
- Primera B Nacional: 1967